# الدراسات البهائية
وتجري حاليًا الدراسة العلمية للدين البهائي وتعاليمه وتاريخه وأدبه في مجموعة متنوعة من الأماكن، بما في ذلك معاهد الإدارة البهائية وكذلك الجامعات غير التابعة لها. يدرس بعض العلماء بعض جوانب الإيمان البهائي كجزء من البحث في المسائل ذات الصلة، بينما ينخرط آخرون في الدراسات البهائية باعتبارها المحور الأساسي لأبحاثهم. تعود تعليقات العلماء على الدين وسابقه البابية إلى عام 1845 على الأقل، وهو العام الذي تلا تأسيسها. في البداية، كانوا في الغالب من المستشرقين أو المبشرين المسيحيين، ولكن مع مرور الوقت، تناول الباحثون البهائيون وغير البهائيين هذا الدين بشكل خاص بما يتماشى مع نمو الدين، والذي وصف بأنه مهم.

## المنظمات
- جمعية الدراسات البهائية،[1] تأسست عام 1975، وتعمل تحت إشراف الجمعية الروحية الوطنية للبهائيين في كندا.
- المكتبة البهائية على الإنترنت،[2] مشروع خاص مستقل يعتمد على العمل التطوعي بالكامل، أنشأه جونا وينترز وفريق من المساهمين.
- المكتبة المرجعية البهائية، وكالة تابعة للمجتمع البهائي الدولي، تستضيف كتابات معتمدة للدين.
- H-Bahai، جزء من H-Net، وهي منظمة دولية متعددة التخصصات من العلماء، H-Bahai هو موقع على شبكة الإنترنت يوفر ثروة من المصادر الأولية التي يصعب الحصول عليها عن الدين.
- ندوة عرفان
- جامعة لانديج الدولية، جامعة لم تعد قائمة الآن، عملت من عام 1992 إلى عام 2003 تحت رعاية المجتمع البهائي في سويسرا
- متحف الوحدة هو مؤسسة صغيرة.[3] معفاة من الضرائب، عضو غير ربحي في جمعية متاحف واشنطن والتحالف الأمريكي للمتاحف، منفصل عن الهيكل التنظيمي الرسمي للدين البهائي، وله مجلس إدارة خاص به، ويقع في سياتل، واشنطن، بالقرب من جامعة واشنطن.
- معهد ويلميت، تأسس في عام 1995 كمشروع تعليمي للجمعية الروحية الوطنية للولايات المتحدة، يقدم معهد ويلميت جلسات سكنية صيفية عبر الإنترنت وفي الموقع.
- الوسائط البهائية الفرانكوفونية

## المجلات
- نشرة الدراسات البهائية، نشرت في الفترة 1982-1993، نيوكاسل أبون تاين.
  - رغم أن نشرة الدراسات البهائية كانت غير رسمية إلى حد ما، إلا أنها أعدت وفقًا للمعايير العلمية الكاملة، وقد قام بتحريرها وتصويرها وتوزيعها ستيفن لامبدن، أستاذ الدراسات الدينية في جامعة نيوكاسل أبون تاين (وهي الجامعة التي لا تنتمي إلى النشرة). كان المساهمون من أساتذة الجامعات وعلماء آخرين، وشهدت السنوات الأولى نشرات كانت عبارة عن مزيج من المقالات المكتوبة بخط اليد والمطبوعة (بتخطيطات مختلفة). وقد ظهر العديد من المساهمين لاحقًا في المجلات "الأكثر صقلًا" المدرجة هنا.
- دراسات البهائية (منشور ثنائي اللغة باللغتين الفرنسية والإنجليزية، الاسم الكامل على غلاف المجلة هو Études Baháʼí Studies).
  - نُشرت عام 19؟؟ حتى عام 1987، في أوتاوا، من قبل الجمعية الكندية للدراسات حول الإيمان البهائي.[4]
  - وقد غيرت الجمعية الكندية ومجلتها أسماءهما في عام 1988 − انظر النقطة التالية.
- مجلة الدراسات البهائية (منشور ثلاثي اللغات الفرنسية والإنجليزية والإسبانية)
  - نُشرت منذ عام 1988 في أوتاوا، بواسطة جمعية الدراسات البهائية (أمريكا الشمالية)، وهي وكالة تابعة للجمعية الروحية الوطنية للبهائيين في كندا.[5]
- المجلة البهائية للجماعة البهائية في المملكة المتحدة لبريطانيا العظمى وأيرلندا الشمالية أو مجلة البهائية في المملكة المتحدة، وقد تم رقمنة بعض أعدادها وحفظها على الإنترنت.[6][7] وبعد ذلك تم تجديد المجلة وأطلق عليها اسم مجلة البهائيين في المملكة المتحدة.
- مراجعة الدراسات البهائية
- سلسلة منشورات البهائيين الرقمية، صادرة عن البهائيين، وتتكون من أوراق بحثية عرضية في الدراسات الشيخية والبابية والبهائية ؛ ومذكرات بحثية في الدراسات الشيخية والبابية والبهائية؛ ووثائق عن الحركات الشيخية والبابية والبهائية ؛ وترجمات للنصوص الأساسية الشيخية والبابية والبهائية.
- ندوة عرفان، المكونة من صافيني يي عرفان.
- مجلة البهائية البريطانية، والتي تم رقمنة أعداد مختلفة منها وحفظها على الإنترنت.[8]
- مجلة النظام العالمي (نُشرت في الفترة 1935-1949 وفي الفترة 1966-2002)

## الكراسي الأكاديمية
- الكرسي البهائي لدراسات التنمية،[9] في ديفي أهيليا فيشوافيديالايا في إندور، ماديا براديش، الهند.
- كرسي البهائيين للسلام العالمي،[10] في جامعة ميريلاند، كوليدج بارك في كوليدج بارك، ميريلاند، الولايات المتحدة الأمريكية.
- كرسي الدراسات البهائية، في الجامعة العبرية في القدس.
- سلسلة محاضرات في الدراسات البهائية، مركز مائير ومريم عزري لدراسات إيران والخليج الفارسي، جامعة حيفا.[11]

## الأرشيفات والمجموعات

### أرشيفات/مجموعات البهائية
وقد تم الحفاظ على عدد من مجموعات المواد المتعلقة بالبهائية في جميع أنحاء العالم. يتم الاحتفاظ ببعض هذه الوثائق في الجامعات؛ مثل المركز البهائي العالمي، وخاصة في مركز دراسة النصوص المقدسة، والأرشيف الدولي، والمكتبة البهائية الدولية، ومعظم الجمعيات البهائية الوطنية والعديد من الجمعيات أو المؤسسات البهائية المحلية، والتي تحتفظ بأرشيفاتها الخاصة.

#### أكاديمي
- مجموعة قاسم غني، في جامعة ييل، 1800-1900، 3.5 قدم خطي (صندوق واحد، ورقتان) باللغة الفارسية.
- مجموعة جمشيد وبارفاتي فوزدار في المكتبة الوطنية في سنغافورة.
- مجموعة البارون فيكتور روزن في أرشيف الأكاديمية الروسية للعلوم، فرع سانت بطرسبرغ.
- أوراق بديع الله ومحمد علي البهائي، 1901-1944، أرشيف مكتبة بيرك، مكتبات جامعة كولومبيا، معهد الاتحاد اللاهوتي، نيويورك
- منشورات هورقليا: مركز الدراسات الشيخية والباهائية، بقلم ستيفن لامبدن، جامعة كاليفورنيا، ميرسيد.

#### برعاية البهائية
- الأرشيف البهائي الوطني الأمريكي، لمكتبة مدرسة لوهيلين البهائية، والمكتبة البهائية الوطنية، الولايات المتحدة
- أرشيفات إليوت البهائية المرتبطة بمدرسة جرين أكر البهائية.
- أرشيفات لوس أنجلوس البهائية على الفيسبوك، ويوتيوب.
- أرشيف الجمعية الروحية للبهائيين في واشنطن العاصمة
- مكتبة أفنان، هي مجموعة الكتب والمخطوطات والأوراق التي تركها المرحوم حسن باليوزي وآخرون، وتقع في ساندي بالقرب من كامبريدج، المملكة المتحدة.

## نشر
هناك عدد من الأماكن المتاحة لنشر المواد المتعلقة بالدين البهائي. تتمتع العديد من الجمعيات الوطنية بمؤسسات نشر خاصة بها، وهناك عدد قليل من دور النشر التي تعمل بشكل مستقل إلى حد ما. ومن بينهم:
- BahaiBookStore.com خدمة التوزيع البهائية التي تعمل كوكالة تابعة للجمعية الروحية الوطنية للبهائيين في الولايات المتحدة
- بهائي بوكس المملكة المتحدة هي مؤسسة النشر التابعة للجمعية الروحية الوطنية للبهائيين في المملكة المتحدة.
- الكتب البهائية هي مؤسسة النشر التابعة للجمعية الروحية الوطنية للبهائيين في أستراليا، والتي تأسست في عام 1976.[13]
- دار النشر البهائية في الهند.
- تأسست شركة منشورات ون وورلد في عام 1986 في المملكة المتحدة ونشرت كتبًا بهائية.
- دار كلمات للنشر هي شركة نشر بهائية صغيرة مملوكة للقطاع الخاص.
- كما تم إنشاء مشروع الموسوعة البهائية من قبل المجلس الروحي الوطني للبهائيين في الولايات المتحدة للعلماء المدعوين للمساهمة بمقالات علمية.

## منحة دراسية
بدءًا من الأيام الأولى للبابية، التي اعتبرها البهائيون بمثابة السلف لدينهم الخاص، تم إنتاج دراسات حول هذا الدين.
في حين كانت هناك مصادر إيرانية أو شبه إيرانية سابقة لدراسة الدين في الفترات المبكرة، فإن المنشورات واسعة النطاق التي تغطي الأدب الغربي في الغالب تشمل كتاب موجان مومنز عام 1981 بعنوان "الديانتان البابية والبهائية، 1844-1944: بعض الحسابات الغربية المعاصرة"، وقائمة ويليام كولينز لعام 1992 للأعمال باللغة الإنجليزية حول الديانتين البابية والبهائية، 1844-1985، وقائمة ماكوين الموضحة التي استعارت بشكل كبير من عمل كولينز. هناك أيضًا دليل الموارد للدراسة العلمية للدين البهائي بقلم روبرت ستوكمان وجونا وينترز والذي نُشر في عام 1997، مع التركيز بشكل أكبر على الأعمال اللاحقة. في أغلب الأحيان، تجاهلت هذه الأعمال التقارير الصحفية بشكل صريح.

### القرن التاسع عشر
بدأت مجموعة واسعة من الروايات واللقاءات والتحقيقات تنتشر خارج بلاد فارس مع بدء الأحداث في الظهور منذ ربيع عام 1844 بإعلان الباب. في البداية، كان يُنظر إلى الدين باعتباره تطوراً إيرانياً وغالباً من خلال وجهات نظر التبشير المسيحي، ولكن نمو الدين سرعان ما تجاوز هذا المنظور المحدود.
- بدأت التقارير الدبلوماسية عن أنشطة البابيين في 8 يناير 1845 فيما يتعلق بمصير الملا علي البسطامي.[19] كانت هذه تبادلات بين السير هنري راولينسون، البارون الأول الذي كتب أولاً إلى ستراتفورد كانينج، الفيكونت الأول ستراتفورد دي ريدكليف.
- بدأت التقارير الصحفية في الغرب في الأول من نوفمبر عام 1845، في صحيفة التايمز اللندنية.[20] تبع ذلك في 15 نوفمبر صدور الجريدة الأدبية والتي لاقت صدى واسع النطاق بعد ذلك. لا يذكر هذا التغطية الأولى الباب، بدلاً من ذلك، فإنه يغطي حلقة مرتبطة بـ مطالع الأنوار، كما هو مذكور لأول مرة في كتاب حسن م. باليوزي.[21] وقد ظهرت تقارير صحفية لاحقة في مختلف أنحاء أوروبا.[22]
- في حوالي عام 1870 كتب ميشيل ليسونا كتاب "I Babi" الذي نشره في عام 1881 من قبل فينشينزو بونا في تورينو، إيطاليا.[19] كان ليسونا طبيباً يخدم في بلاد فارس حوالي عام 1862 لعدد من السنوات حيث علم عن البابيس من "داود خان" وكذلك غوبينو. الكاتب البولندي أليكساندر واليريان جابلونوفسكي التقى بالبهاة في بغداد.[15] في وقت لاحق في 1870s كتب العديد من المقالات التي تغطي تاريخها المبكر في بلاد فارس، واحدة منها كانت الدفاع عن الديانة البهائية ضد مقالة خاطئة في نشرة أخرى.[23][24][25]
- في بقية السبعينيات من القرن السابع عشر يتم إشارات أكثر انتشارًا. في عام 1871 كان توماس تشابلن ينوي زيارة بهاء الله وكان لديه مقابلة لمدة ساعتين مع عبد الباهة وأرسل رسالة إلى المحرر الذي طبعت في تايمز. تعليقات مؤمن يبدو أن هذا هو أول تعليق مطولا على بهاء الله في الصحف الغربية.[15] في عام 1872، تم نشر "البابيز"، مُخبر الكنيسة التبشيري دون أن يُعرف أحد. نشر أغسطس هنري مونسي رحلة عبر القوقاز و الداخل في فارس التي تعرض الأحداث المتعلقة بالباب والبابيس.[26] في عام 1873، طبعت بعض المجلات المسيحية المرسلية مقالات: سجل الكنيسة الاستعمارية، ومجلة المرسلية و الأحد في المنزل.[27] أشار رسم عام لتاريخ فارس من قبل كليمنتس ماركهام إلى أحداث بابي في عام 1874. كان مدخل بابية في تقدم العالم؛ قاموس للمواعيد. نشرت مجلة جامعة دبلن، مارس 1878، عن أحداث بابي التي تضمنت العمل من قبل بيرسي بيسشي شيلي.[28]
- استمرت الذكرات النادرة المقارنة في الثمانينات من القرن الماضي على الرغم من أن للمرة الأولى هناك مؤتمر أكاديمي يدعى. سافر أدولفو ريڤادينييرا أولاً عبر بلاد فارس وفي عام 1880 ونشر رحلة إلى داخل بلاد فارس[15] ثم في 5 و 12 ديسمبر 1880، تم إلقاء مؤتمرين حول حركة بابي في تورينو إيطاليا من قبل ميشيل ليسونا. سافر كارلا سيرينا في بلاد فارس في 1877-78.[15] نشرت العديد من الكتب والحديث هو الرجال والرجال في الفارس الذي نشره في عام 1883. ثم نشرت مقالة "بابيسم" في المعطيات الوطنية أوكسفورد لعام 1884.[29] كتبت ماري فيلسون (12 يناير 1861، يونيو 1895?) مقالة من 21 صفحة بعنوان "قصة باب" التي نشرت في العديد من المجلات، مراجعة معاصرة، ديسمبر 1885 وتكررت في ليتل العصر الحي مجلة المكتبة ومجلة الكليكتيك.[30][31][32] طبعت الترددات والإجماليات أيضًا في أستراليا، وأماكن أخرى. "المرأة في الوزارة: نداء إلى الحقائق"، من جون تونس، نشرت في Unity، 9 مايو 1885. فارس: أرض الإمام رواية للسفر والإقامة، 1871-1885، نشرت عام 1886، من قبل المرسول الأمريكي المسيحي جيمس باسيت[15] الذي تم مراجعته أيضًا في صحيفة نيويورك تايمز، 9 مايو 1886 والمحيط الداخلي في شيكاغو، إلينوي. نشر سامويل غرين ويلر بنيامين فارس والفارس في عام 1886 في أمريكا بعد أن كان مقرًا في فارس من عام 1882 يمثل الحكومة الأمريكية. تم إعادة طباعتها في لندن في عام 1887.[15] نشرت المراجعات في مختلف الصحف. سافر (جين ديولافوي) إلى بلاد فارس مع زوجها في 1880-81[15] ونشرت رواية زيارة البهائيين في 1887. قاموس إنجليزي جديد حول المبادئ التاريخية لديه مقالة حيث "البابية" كما هو الحال هنا هو التعريف الثاني. "بابيس فارس" نشرت في مجلة الجمعية الملكية الآسيوية يوليو، أكتوبر، 1889.[33] وقع أول مدخل من قبل الموسوعة البريطانية حول تاريخ بابي / البحائي في عام 1889 والذي تم تكراره في عام 1893 ويبدو أن هو متطابق مع الذي كان في عام 1902
- بدأت الذكرات تصبح أكثر شيوعا في 1890s. أولها من قبل روبرت بروس بعنوان "اخبار الشهر: في رسالة من الدكتور بروس من بلاد فارس. " من قبل الاستخبارات اليهودية في أغسطس 1890.[16] ظهر مدخل "بابية" في "سيكلوبيديا بلاكي الحديثة للمعلومات العالمية" أيضًا في ذلك العام. ومع ذلك، كان التطور الرئيسي هو اهتمام إدوارد غرانفيل براون الذي تحقق في بابيس في بلاد فارس ثم أرسل السجناء إلى الغرب وبدأ في النشر حوالي عام 1891 عدة مرات في نهاية المطاف خلال حوالي 1920s.[15][16] من بين هذه كانت رواية المسافر: مكتوبة لتوضيح حلقة باب (1891). عام بين الفارسيين (1893).[34] بدأت الصحف والمجلات تغطي عمله على نطاق واسع.
- لكن الكتاب الآخرون كانوا لا يزالون يتناولون بشكل مستقل تاريخ البابي والباهائي أيضا. وصفت إيزابيلا بيرد بشكل مختصر أن بابيس هاجموا وتستأجروا في كتاب سفر في بلاد فارس وكردستان طبعت في عام 1891، ونشر ثيودور بينت "الحياة القرية في بلاد فارس" في مجلة مراجعة.[16]
- ذكرت توماس هنري هوكسلي بابيزم في مقالات عن بعض الأسئلة المثيرة للجدل في عام 1892. جورج كورزون، ماركيس كورزون الأول من كيدلستون في كتابه "فارس والسؤال الفارسية" يعلق على وجود بابي "بيهاي" في فارس.[15][35] نشرت عمل بعد وفاته من جورج توماس بيتاني في عام 1892. يتضمن أكثر من صفحة على "بابية". تم نشر "The Bab" مجهولًا في مجلة أكسفورد 1892، و"الكاتالوج والوصف من 27 كتابًا يدويًا" في مجلة الجمعية الملكية الآسيوية، يوليو 1892.[16] نشر البارون رومان روزن بعض المقالات بناءً على مجموعته من المواد أولاً في "بعض الملاحظات على نصوص بابي التي قام به البارون فيكتور روزن" في مجلة الجمعية الملكية الآسيوية، 1892.[16] تم مراجعة هذه المقالة أيضًا في صحيفة نيويورك تايمز، 5 يونيو 1892، والتي تسمي المؤلف باسم كوتس تروتر.
- في عام 1893 ألقى القس هنري هاريس جيسب محاضرة في برلمان شيكاغو للأديان العالمية الذي عقد في معرض كولومبيا العالمي واستشهد بمقابلة براون مع البهاء الله. نشرت صحيفة "إنتر اوشن" أيضًا مسحًا عن العروض التي قامت بها البرلمان مع إدراج عرض القس جيسوب. يُشار إلى أن بعض البهائيين البارزين كانوا موجودين في العرض أو سمعوا عنهم: سارة فارمر (انظر مدرسة البهائيين في غرين أكر) ثورنتون تشايس. نشر الراغب الحق تشارلز ستايلمان، رجل الدين الأنجليكاني، أيضًا مقالة في عام 1893.[16] وفي الوقت نفسه، تم ملاحظة أول البهائي لدخول الولايات المتحدة بشكل قصير في صحيفة نيويورك تريبون.[36] ووفقاً لـ ستوكمان، كان الولايات المتحدة في صيف عام 1892.[37]
- تبدأ بعض الصحف في تغطيتها للدين في عام 1894 بالإشارة إلى اضطهاد "الباهيين". نُشر تقرير عن فريدريك جون جولدسميد وهو يقرأ في المؤتمر التبشيري للطائفة الأنجليكانية في المملكة المتحدة، بما في ذلك اقتباس من ترجمة براون من "بهاء" في صحيفة الجارديان. "بابيس بلاد فارس" مقال بقلم إم واي دي جوزي، في مجلة المراجعة التبشيرية للعالم، نُشر مقال "البابيون في بلاد فارس" بقلم القس بي. زي. إيستون، في مجلة "المراجعة التبشيرية للعالم" في صيف عام 1894 إلى جانب مقال "الوهابية والبابية، قائمة المراجع" في يوليو. يذكر ملخص موجز في صحيفة ساكرامنتو ديلي يونيون عن الدين في بلاد فارس البابيين والعقوبة التي يعانون منها في ظل عدم وجود حماية للرتبة أو المكانة. نشر جيه إتش شيد أيضًا كتاب "البابية: عقيدتها وعلاقتها بالعمل التبشيري" في أواخر عام 1894.
- كان جيمس سترونج، من شهرة كونكوردانس، يواصل العمل على الموسوعة التي بدأها في عام 1853. كان طبعة عام 1895 من المجلد الأول تحتوي على مدخل عن "البابيستية".[38] كتب هنري إدوارد بلانتاجنت قطعة مختصرة عن لقائه بالبهائيين في حيفا في مقال بعنوان "البابية" في مجلة الأكاديمية البريطانية. ذكر القس صموئيل جراهام ويلسون الباب والبابيين في بضع صفحات من حياته وعاداته الفارسية في عام 1895.[39] ظهرت مراجعة أكثر عمومية ولكن بمصطلحات أكثر حداثة في صحيفة ديلفوس ديلي هيرالد في أوهايو. تبع ذلك في عام 1896 في طبعة أكتوبر من المراجعة التبشيرية للعالم في "العمل الإنجيلي في بلاد فارس".[40] نشر الاسكتلندي توماس إدوارد جوردون كتاب "بلاد فارس من جديد" الذي يذكر الباب والبابيين.[41]
- توسعت وتيرة العمل العلمي في عام 1896 مع العديد من الكتاب الآخرين؛ ليبل جريفين،[33] فريدريش كارل أندرياس، جيه دي ريس،[16][42] جاستون دوجاريك،[43] القس إدوارد سيل، هيو ريجينالد هاويس،[44] كما تم تلخيص الأخير في تقرير صحفي بتاريخ 16 ديسمبر 1896 في صحيفة إنديانا ديموكرات.
- كتب القس جيمس تومسون بيكسبي عددًا من المقالات المتعلقة بالإيمان، وكان أولها "البابية والباب" في مجلة العالم الجديد، ديسمبر 1897،[16][45] وكتب تشارلز ويليام هيكثورن، وآقا عبد الأحد زنجاني في "ذكريات شخصية عن ثورة البابيين في زنجان عام 1850" لمجلة الجمعية الملكية الآسيوية. ثم ذكر البابية في "بعض الملاحظات على أدب وعقائد طائفة الحروفي". تم إغلاق مدخل "باب الدين" في القاموس في عام 1898.

### القرن العشرين
- 1900 يبدأ الكتاب بمحاضرة للباحث الروسي هـ. أراكيليان ألقاها باللغة الفرنسية عام 1900 بعنوان "البيبيسية في بلاد فارس"، في اجتماع "المؤتمر الدولي لتاريخ الأديان" الذي عقد في باريس في 5 سبتمبر 1900.[46]
- 1901 كتب إدوارد دينيسون روس مقالاً في مجلة مراجعة أمريكا الشمالية بعنوان "البابية". ظهرت مرة أخرى في عام 1912 في كتاب "الأديان العظيمة في العالم" في عام 1912 مع مقدمة عن رحلات عبد البهاء.
- قال أ.م. نيكولاس، المعروف باسم "لم يُسهم أي باحث أوروبي في معرفتنا بحياة الباب وتعليمه بقدر ما ساهم نيكولاس. ولا تزال دراسته لحياة الباب وترجماته للعديد من أهم كتب الباب ذات قيمة لا مثيل لها."
- أثار ستويان كريستوف فاترالسكي بعض الأخبار في عامي 1899/1900 وكتب بحثًا في عام 1902 في المجلة الأمريكية لعلم اللاهوت. وقد قام البهائيون بمراجعة أعماله.[47]
- "النظرة التبشيرية" بقلم القس كورتيناي إتش بين، تبعها في مجلة المراجعة التبشيرية في أغسطس 1902
- نُشر كتاب "البابية والبابيت" بقلم القس هنري هاريس جيسوب في مجلة "ذا ميشناري ريفيو" في أكتوبر.
- نُشرت مقالة "زيارة إلى نبي بلاد فارس" بقلم فيليب سيدرسكي والقس إس كيه براون في مجلة المراجعة التبشيرية أيضًا في أكتوبر.
- في عام 1904، نُشر كتاب "البعثات والتاريخ الحديث: دراسة للجوانب التبشيرية لبعض الحركات الكبرى في القرن التاسع عشر" للوزير المشيخي روبرت إليوت سبير. نُشرت مقالتان أخريان يبلغ مجموع صفحاتهما 139 صفحة للدكتور بول كاروس في الصيف في مجلةمحكمة مفتوحة،[48] (وكان لها أيضًا إعلان بواسطة خيرالله وماكنوت.) [49] يوجد رد في طبعة يناير 1905 منمحكمة مفتوحة بقيادة تعليق كاروس الذي عدل بعض التفاصيل ثم نشر الرد بواسطة آرثر دودج.[50] وفي مايو 1906، نُشرت إعادة نشر وملخص مجهولان بعنوان "الأمريكي؛ البابية في نيويورك" في مجلة المراجعة التبشيرية. ثم نشر أ. في. وليامز جاكسون كتاب بلاد فارس، الماضي والحاضر والذي يحتوي على عدة صفحات عن الديانتين البابية والبهائية بما في ذلك ذكر موجز لـ "البهائيين" بالقرب من شيكاغو. ثم نُشر كتاب "عبر بلاد فارس" في عام 1907 بواسطة إليوت كراوشاي ويليامز الذي سافر إلى بلاد فارس في عام 1903 − الفصل العشرون يتحدث عن تاريخ البابية البهائية.[51] كان لـ"البابية" قسم في كتاب "أورفيوس: تاريخ عام للأديان " لسالومون رايناش في عام 1909.
- في وقت مبكر من عام 1909، ولكن أكثر شيوعا منذ عام 1911، بدأ عمود بعنوان "إيقاظ الأمم الأكبر سناً"، من قبل وليام تي إليس، يحق حقوق الطبع والنشر لـ جوزيف بي بولز، في ظهور في العديد من الصحف.[52] كان إليس صحفياً علنياً يبحث في نشاط المسيحيين المشنطين في جميع أنحاء العالم.[53] بعض المقالات التي نشرت في هذه المسلسلة كانت تتناول إيمان البهائيين. ويبدو أنه واجه الدين في عام 1910 بينما كان عبد الباها في مصر وتم الإبلاغ عن مقابلته في ستار الغرب، (المسمى بعد ذلك الأخبار الباهائية) من يناير 1911. تم إعلان التسلسل عن الدين في عام 1912. في المقال غالباً ما كانت تضم صورة من نوع ما. يذكر أنه زار منزل عبدالبهاء في حيفا ولم يراه هناك، أنه كان بعيداً. ذهب إلى الإسكندرية ليقبض على عبد البهاء هناك ويشير إلى رجل إنجليزي يعمل كمترجم للمقابلة، كان هذا سيدني سبراغ (الذي ذكر "الورد الشرقية" من (ماري هانفورد فورد). هناك مناقشة كبيرة للتعاليم ولكن مع أخطاء مختلفة أيضًا.[54]
- كان عدد فبراير 1910 من مجلة القرن العشرين مقالاً من قبل البهائي هيلين كامبل يوضح الرؤى الاجتماعية والاقتصادية للدين. تحتوي "نيكلوجيا شاف-هيرزوج الجديدة للمعرفة الدينية" على إدخالات عن بابية والسلوكية من قبل المحرر المشارك في المعطية، جورج دبليو جيلمور، مع عدم وجود أي شيء جديد من عام 1906 في الكتابة.[55] الثاني، "السياسة"، كان من قبل مارغريت بلودجوود بيك "المفتشة العامة للنظام المارتيني الأمريكي" مع لا شيء أحدث من 1906 في الكتابة.[56] وقد ذهب بيك لزيارة عبد البهاء كغير بهائي في عام 1899 وحكم عليه بأنه "يعيش حياة" تعاليم يسوع المسيح.
- في أوائل عام 1911، أعلنت الوزيرة الوحدة سيليا باركر وولي عن اجتماع يناقش الدين في الصحيفة الأفريقية شيكاغو ديفندر. في أواخر عام 1911 نشرت إيثل ستيفانا ستيفنز مقالا في مجلات منتشرة على نطاق واسع، فورتنايتلي ريفيو، و مجلة الجميع. ظروف في إيران وتحديدًا حقوق المرأة ومحافظون / "المعلمون بالحقيقة" مقالة كبيرة عن مجيء 'عبد الله' إلى الغرب من وجوده في أوروبا. كان القس بيتر إيز إيستون، وهو بريسبيتريان في سورة النور الشرقي في نيويورك كان مقرًا في تبريز، إيران من عام 1873 إلى عام 1880، ولم يكن لديه موعد لقاء عبد الباهى في بريستول، المملكة المتحدة.[57][58] حاول إيستون مقابلة وتحدي عبدالبهاء وفي أفعاله جعل من حوله غير مرتاحين؛ سحب عبدالبها منه إلى محادثة خاصة ثم غادر. بعد ذلك طبع هجومًا جدليًا على الدين، الباهية، تحذير، في صحيفة المسيحية الإنجيلية في لندن.[59] واصدر التردد. ورد على هذه المناقشة في وقت لاحق من قبل ميرزا أبو الفاضل في كتابه الدليل الرائع الذي كتبه في ديسمبر عام 1911.[60]
- 1912، عدد كبير من المقالات التي استعرضت أو ذكرت رحلات عبد البحاء إلى الغرب؛ انظر هذه المقالة للحصول على ذكرات ومراجعات مهمة. ومع ذلك، بشكل منفصل، يذكر البعض إيمان عبد الباه قبل أن يأتي إلى الولايات المتحدة مثل جيرترد أثرتون أو تم ذكر عدد قليل من الذكرات إلى جانب التغطية عن عبد الباه. ألقى (لوا غيتسنجر) محادثة حول الدين التي تم ملاحظتها في صحيفة "موحد المحيط الهادئ". تم ملاحظة طاهري أكثر من مرة. استضاف "نادي المعلومات الكليو" محادثة من قبل هاورد ماكنوت أعطى محادثة في أكتوبر كما ذكر في العصر الأمريكي الأفريقي في نيويورك. أول ذكر للدين حتى الآن وجد في "بيتسبورغ كوريير" يحدث عندما "السيدة ديفيس" عقدت اجتماعا في منزلها لمنتخب وكان الموضوع هو الدين.[61] وكان هناك ذكر في أستراليا.
- في عام 1913 فارس، أرض العلماء. نشرت من قبل سامويل كاشا نوييا. أيضا في عام 1913 نشرت مقالة "مفتاح إلى جنة بييان أو نداء ثالث للاهتمام إلى السلوكيات أو البابيس الأمريكية" من قبل أغسطس جي ستينستراند لمجتمع إيلينوي التاريخي في ولاية إيلينوس.
- في عدد يوليو 1914 من مجلة هارفارد اللاهوتية مراجعة ثم القس ألبرت آر فيل نشر مقالة مسح الدين. الجزء الأول من "الباهية والمسألة المرأة"، من قبل القس سامويل جي ويلسون، في أكتوبر المرسومة مراجعة العالم. ويتبع الجزء الثاني في ديسمبر. انظر البهائيين الإيمان والمساوية بين الجنسين.
- في عام 1915 نشر روبرت بي ريتشاردسون أول مقال له في المحكمة المفتوحة.[62] في عام 1916 ذكرت (ماري بيرد) الدين في ضوء مهمة. في عام 1917، نشر ألبرت فييل، جنبا إلى جنب مع زوجته إيميلي ماكليلان فييل، مجموعة من الكتب ذات مجلدين مع فصل عن الدين: "الحياة البطولة" للخطوط الدراسية للصف السادس مع كتيبات المعلمين والطلاب.
- مات عبد البحاء في عام 1921 وكان حدثًا رئيسيًا في المنطقة حيث حضر آلاف المظاهرات في مهرجان الصندوق وممثلون محليين بارزين من المجتمعات المسلمة والمسيحية واليهودية يتحدثون في المناسبة.[63][64] ظهرت مذكرات النفايات في نيويورك، لوس أنجلوس وأماكن أخرى، استناداً إلى التقارير التي أعلنتها أخبار لندن.
- في عام 1924، قتل السفير الأمريكي لدى سلالة القاجر في بلاد فارس، روبرت إمبري، بسبب شك في أنه باهي.[65]
- خوان كول، مؤرخ، ريتشارد بي ميتشل أستاذ تاريخ في جامعة ميشيغان.
- دينيس ماكيوين، مؤرخ، زميل كبير في معهد غيتستون ومفوض في منتدى الشرق الأوسط.
- ويليام مكلي ميلر، مُرسّل، وزير مسيحي، ومترجم.
- كان سهيل بوشروى أستاذًا ومؤلفًا وشاعرًا ومنتقدًا ومترجمًا ومصنعًا للسلام كعلماء بارزين فيما يتعلق بحياة وأعمال كالحليل جبران، ونشر أكثر من جلد واحد عنه، وكان رئيسًا كاهليل جيبران للقيم والسلام في جامعة ماريلند وحائزًا على جوائز جولييت هوليستر من معبد الفهم.[66][67][68][69]

### القرن الحادي والعشرين
- نشرت مارجيت واربورغ كتابًا عن تاريخ البهائيين يركز على المجتمع البهائي الدنماركي في عام 2006.[70]
- خصص لي إيريك شميت فصلاً من كتابه "النفوس القلقة: صناعة الروحانية الأمريكية" الذي نشرته مطبعة جامعة كاليفورنيا للحديث عن تاريخ وتأثير مدرسة جرين إيكر البهائية.[71]
- أصدرت مجلة التاريخ الديني المحكمة طبعة خاصة مخصصة للدين البهائي في ديسمبر 2012.[72]
- عباس أمانات، مؤرخ وأستاذ التاريخ والدراسات الدولية في جامعة ييل.
- تود لوسون، أستاذ مشارك فخري للفكر الإسلامي في جامعة تورنتو.
- موجان مومن، مؤرخ، مؤلف العديد من الكتب والمقالات حول الديانة البهائية.
- أميد قائممغامي، أستاذ مشارك للغة العربية ومدير دراسات الشرق الأوسط في جامعة ولاية نيويورك في بينجهامبتون.
- بيتر سميث، مؤرخ، يعمل حاليًا عضوًا في هيئة التدريس في كلية ماهيدول الدولية في تايلاند.
- موسى شارون، مؤرخ وأستاذ فخري للدراسات الإسلامية والشرق أوسطية في الجامعة العبرية في القدس حيث يشغل منصب رئيس الدراسات البهائية.
- إحسان يارشاتر، عالم فارسي، أستاذ فخري للدراسات الإيرانية في جامعة كولومبيا.